# Lori Dupuis
Lori Dupuis (* 14. November 1972 in Williamstown, Ontario) ist eine ehemalige kanadische Eishockeyspielerin und -funktionärin, die von 1998 bis 2013 bei den Brampton Thunder in der National Women’s Hockey League und der Canadian Women’s Hockey League aktiv war. Zuvor spielte sie sechs Jahre lang für die University of Toronto. Zudem gewann sie zwischen 1995 und 2008 jeweils eine olympische Gold- und Silbermedaille sowie dreimal den Weltmeistertitel mit der kanadischen Frauennationalmannschaft. Auf nationaler Ebene erreichte sie jeweils einen Meisterschaftsgewinn in der National Women’s Hockey League und Canadian Women’s Hockey League.

## Karriere
Lori Dupuis wuchs in der Nähe von Cornwall auf und begann im Alter von zehn Jahren mit dem Eishockeysport bei den Cornwall Wolverines aus der OWHA. Mit den Wolverines gewann sie unter anderem Provincial C und B-Meisterschaften. Parallel dazu nahm sie mit ihrer Highschool, der General Vanier Secondary School in Cornwall, in fünf aufeinander folgenden Jahren an den OFSAA Provincial Championships teil.
Von 1991 bis 1997 studierte Dupuis an der University of Toronto und spielte parallel für das Eishockeyteam der Universität, die Varsity Lady Blues, in der OWIAA. Insgesamt viermal gewann sie mit dem Team die Meisterschaft der Provinz Ontario. Zwischen 1994 und 1996 war sie Kapitänin der Lady Blues, 1993 und 1995 wurde sie in das OWIAA First Team All-Star gewählt. Sie beendete ihr Studium mit einem Bachelor of Arts in Französisch und Geographie.
Nach den Olympischen Winterspielen kehrte Dupuis zu den Brampton Thunder zurück, mit denen sie in den Folgejahren in der National Women’s Hockey League antrat und 2005 den Ligatitel in Form des NWHL Champions Cup erringen konnte. 2006 gewann sie mit den Thunder zudem den Abby Hofmann Cup als kanadische Amateurmeister.
Vor der Saison 2007/08 wurde die NWHL aufgelöst und die Brampton Thunder waren Gründungsmitglieder der Canadian Women’s Hockey League. Am Ende der ersten Saison gewannen die Thunder die Meisterschaft der CWHL. Im März 2013 beendete Dupuis ihre Karriere und wurde wenige Monate später General Manager der Brampton Thunder.

### International
Im Jahr 1995 wurde sie erstmals für die kanadische Nationalmannschaft der Frauen nominiert und nahm mit dieser am IIHF Pacific Rim Tournament 1995 teil. Ein Jahr später wurde sie in den erweiterten Vorbereitungskader für die Weltmeisterschaft 1997 und die Olympischen Winterspiele 1998 aufgenommen.
1997 schaffte sie es schließlich in den Weltmeisterschaftskader und erreichte beim Turnier in Kitchener ihren ersten Goldmedaillengewinn. Anschließend bereitete sie sich in der folgenden Spielzeit mit der Nationalmannschaft intensiv auf die Olympischen Winterspiele im japanischen Nagano vor. Beim ersten olympischen Fraueneishockeyturnier überhaupt gewannen die Kanadierinnen nach einer Finalniederlage gegen den Erzrivalen USA die Silbermedaille.
1999 und 2009 nahm sie erneut an den jeweiligen Weltmeisterschaftsturnieren teil und konnte ihre Medaillensammlung um zwei weitere Goldmedaillen erweitern. Der Höhepunkt ihrer Karriere war dann der Gewinn der Goldmedaille bei den Olympischen Winterspielen 2002 in Salt Lake City, wobei Dupuis ein Tor und eine Torvorlage zu diesem Erfolg beisteuerte.

## Erfolge und Auszeichnungen
- 2005 NWHL Championship Cup
- 2006 Kanadischer Amateurmeister (Esso Women’s Nationals)
- 2008 CWHL Championship Cup

### International
- 1995 Goldmedaille bei der Eishockeymeisterschaft des Pazifiks
- 1996 Goldmedaille bei der Eishockeymeisterschaft des Pazifiks
- 1997 Goldmedaille bei der Weltmeisterschaft
- 1998 Silbermedaille bei den Olympischen Winterspielen
- 1999 Goldmedaille bei der Weltmeisterschaft
- 2000 Goldmedaille bei der Weltmeisterschaft
- 2002 Goldmedaille bei den Olympischen Winterspielen

## Karrierestatistik
(Legende zur Spielerstatistik: Sp oder GP = absolvierte Spiele; T oder G = erzielte Tore; V oder A = erzielte Assists; Pkt oder Pts = erzielte Scorerpunkte; SM oder PIM = erhaltene Strafminuten; +/− = Plus/Minus-Bilanz; PP = erzielte Überzahltore; SH = erzielte Unterzahltore; GW = erzielte Siegtore; 1 Play-downs/Relegation; Kursiv: Statistik nicht vollständig)

### International
Vertrat Kanada bei:
| - Weltmeisterschaft 1997 - Olympischen Winterspielen 1998 - Weltmeisterschaft 1999 - Weltmeisterschaft 2000 - Olympischen Winterspielen 2002 |